# أل كلانسي
أل كلانسي (بالإنجليزية: Al Clancy)‏ هو لاعب كرة قاعدة أمريكي، ولد في 14 أغسطس 1888 في سانتا فيه في الولايات المتحدة، وتوفي في 17 أكتوبر 1951 في لاس كروسيس في الولايات المتحدة.